# Heterosmilax micrantha
Heterosmilax micrantha là một loài thực vật có hoa trong họ Smilacaceae. Loài này được (Blume) Bakh.f. miêu tả khoa học đầu tiên năm 1950.